# Ruandella stigmosa
Ruandella stigmosa är en stekelart som först beskrevs av Annecke 1971.  Ruandella stigmosa ingår i släktet Ruandella och familjen sköldlussteklar. Inga underarter finns listade i Catalogue of Life.